# フォルス・ポジティブ
『フォルス・ポジティブ』（原題:False Positive）は2021年に配信されたアメリカ合衆国のホラー映画である。監督はジョン・リー、主演はイラナ・グレイザ―が務めた。

## 概略
マンハッタン。ルーシーは夫のエイドリアンのサポートの下、2年にもわたって不妊治療を受けていたが、その効果は一向に現れなかった。そこで、ルーシーは著名な産婦人科医、ジョン・ヒンドル博士に最後の望みを託すことにした。ヒンドルによる人工授精の施術を受けたところ、ルーシーはついに妊娠することができた。喜ぶルーシーだったが、ほどなくして子宮から大量の血が出た。意識が朦朧とする中、ヒンドルとエイドリアンの会話が断片的にルーシーの耳に入ってきた。それ以来、ルーシーは「自分の知らないところで何か良からぬことが行われたのではないか」という疑念に取り憑かれていく。

## キャスト
- ルチア・マーティン（ルーシー）：イラナ・グレイザー
- エイドリアン・マーティン：ジャスティン・セロー
- ジョン・ヒンドル博士：ピアース・ブロスナン
- グレース・シングルトン：ザナイブ・ジャー
- ドーン：グレッチェン・モル
- コーガン：ソフィア・ブッシュ
- グレッグ：ジョシュ・ハミルトン
- ダーク：ケリー・オーコイン
- リタ：サビーナ・ガデッキ
- マーシー：ルーシー・ウォルターズ

## 製作・音楽
2019年2月12日、ジョン・リー監督の新作映画にイラナ・グレイザ―が出演することになったと報じられた。3月28日、ジャスティン・セロー、ピアース・ブロスナン、ザナイブ・ジャー、グレッチェン・モル、ジョシュ・ハミルトン、ソフィア・ブッシュがキャスト入りした。31日、本作の主要撮影がニューヨークで始まった.
2021年5月26日、ヤイール・エラザール・グロットマンとルーシー・レイルトンが本作で使用される楽曲を手掛けるとの報道があった。6月25日、レイクショア・レコーズが本作のサウンドトラックを発売した。

## 公開・マーケティング
2020年12月14日、Huluが本作の全米配信権を獲得したと報じられた。2021年5月26日、本作のオフィシャル・トレイラーが公開された。6月18日、本作はトライベッカ映画祭でプレミア上映された。

## 評価
本作に対する批評家の評価は平凡なものに留まっている。映画批評集積サイトのRotten Tomatoesには78件のレビューがあり、批評家支持率は47%、平均点は10点満点で5.5点となっている。サイト側による批評家の見解の要約は「ホラー映画の古典に匹敵する作品を作りたかったようだが、単に血塗られたホラーではそれに及ぶべくもない。しかし、『フォルス・ポジティブ』は観客をじわじわと怖がらせる作品には仕上がっている。」となっている。また、Metacriticには21件のレビューがあり、加重平均値は54/100となっている。